# 杉本真樹
杉本 真樹（すぎもと まき、1971年1月15日 - ）は、日本の医師、医学博士である。医療画像解析、仮想現実(VR)/拡張現実(AR)/複合現実(MR)、手術ナビゲーションシステム, 3Dプリンターによる生体質感造形 など医療分野での新規的先端技術開発を行っている。 自らも開発に携わった医用画像解析アプリケーション DICOM viewer OsiriXの公認OsiriX Ambassadorである。次世代低侵襲手術, SPS機器の開発や手術ロボットなど先端分野の研究を行っている。また、医療・工学分野での先端技術の研究開発、医療機器開発、医工産学連携, 医療ビジネスコンサルティング, 知的財産戦略支援などを通じ、科学教育, 若手人材育成を行っている。
独立行政法人新エネルギー・産業技術総合開発機構（NEDO）平成26年度未来医療プロジェクト「未来医療を実現する先端医療機器・システムの研究開発」採択審査員、平成27年度特許庁特許出願技術動向調査「内視鏡」策定委員、特許庁科学技術研究所アドバイザーを務めた。2014年Apple社Mac誕生30周年記念サイト[Mac30]にて、世界を変え続けるイノベーター30名として掲載。「Thirty Years of Mac」「Apple - Mac 30 - Thirty years of innovation」  医療・教育・ビジネスなどの多分野にてプレゼンテーションセミナーやコーチングを開催している。各地のTEDxイベントにてスピーカー及びコーチングを行っている。TED OTP (Open Translation Project) TED翻訳者でもある。
2015年11月に株式会社Mediaccelを共同創業し、代表取締役兼最高経営責任者CEOを務める。2016年10月にHoloeyes株式会社を共同創業し、取締役兼最高執行責任者COOを務める。 
2019年5月に帝京大学冲永総合研究所の特任教授に就任しINNOVATION LABを創設、室長を務める。  
2020年2月、Holoeyes株式会社として開発した、医療用画像表示サービス「Holoeyes MD」が、汎用画像診断装置ワークステーション用プログラムとして医療機器認証を取得した。
（販売名：医療用画像処理ソフトウェア　Holoeyes MD、認証クラス分類：管理医療機器(クラスⅡ)、認証番号：302ADBZX00011000、 認証日：2020年2月28日）

## 経歴
- 暁星中学校・高等学校卒業
- 1996年 帝京大学医学部卒業
- 1996年5月 - 1998年3月 帝京大学医学部附属病院外科
- 1998年4月 - 2000年3月 国立病院機構東京医療センター外科
- 2000年4月 - 2004年3月 帝京大学大学院医学研究科
- 2000年4月 - 2004年6月 帝京大学医学部附属病院外科 医員
- 2004年7月 - 2007年6月 帝京大学ちば総合医療センター外科
- 2007年7月 - 2008年6月 帝京大学ちば総合医療センター外科 助教
- 2008年7月 - 2009年3月 Veterans Affairs Palo Alto Health Care System, Palo Alto, CA 米国退役軍人局パロアルト病院 消化器内視鏡科 Visiting fellow 客員研究員
- 2009年4月 - 2009年6月 神戸大学大学院 医学研究科 内科学講座 消化器内科学分野 特務講師
- 2009年7月 - 神戸大学大学院 医学研究科 内科学講座 消化器内科学分野 特命講師
- 2015年4月 - 神戸大学大学院 医学研究科 内科学講座 消化器内科学分野 特務准教授
- 2016年10月- 国際医療福祉大学大学院　医療福祉学研究科　准教授
- 2018年3月 - Holoeyes株式会社 取締役 兼COO(最高執行責任者)
- 2019年5月 - 帝京大学冲永総合研究所 特任教授 INNOVATION LAB室長
- 2022年3月 - Holoeyes株式会社 代表取締役 兼CEO(最高経営責任者) 兼CMO(最高医療責任者)

## 兼任
- 2010年-  群馬大学大学院医学研究科機能形態学 非常勤講師、客員准教授
- 2011年-  関西学院大学教務部 非常勤講師
- 2011年-  帝京大学医療情報システム研究センター 客員教授
- 2012年-  東京大学大学院工学系研究科バイオエンジニアリング専攻 非常勤講師
- 2012年-  千葉大学フロンティアメディカル工学研究開発センター特別研究准教授
- 2014年-  九州大学大学院医学研究院 先端医療医学講座 災害・救急医学分野 共同研究員[10]
- 2016年-  崇城大学客員教授
- 2016年-  神戸大学大学院　医学研究科　内科学講座　消化器内科学分野 客員准教授
- 2018年-  東京大学先端科学技術研究センター身体情報学分野 客員研究員
- 有限会社ニュートン・グラフィックス社 顧問[11]

## 学会役員
- FICS万国外科学会, Fellow
- ISS/SIC国際外科学会, Active member
- SAGES米国内視鏡外科学会, International Member
- RANA北米放射線学会, International Member
- SMIT先端医療技術学会, Member
- 日本外科学会　専門医・ガイドライン検討委員会委員
- 日本消化器内視鏡学会 専門医
- 日本内視鏡外科学会 技術認定取得者
- 日本臨床腫瘍学会 暫定指導医
- 日本がん治療認定機構 暫定教育医
- 日本肝胆膵外科学会　評議員
- 日本腹部救急医学会　評議員
- 日本コンピュータ外科学会　評議員
- 近畿内視鏡下大腸手術研究会　世話人
- 単孔式内視鏡手術研究会　世話人
- Needlescopic Surgery研究会　世話人

## 受賞歴
- 第47回日本消化器病学会大会 優秀演題(2005.10)
  - 演題「C0₂ CT cholangio-pancreatography: CO2造影CTによる膵胆道三次元画像診断」
- 第18回日本内視鏡外科学会総会カールストルツ賞(2005.12)
  - 演題「腹腔鏡下胆摘術における解剖学的誤認回避の多角的戦略:MDCT 4次元診断と内視鏡的経鼻胆嚢ドレナージENGBD」
- 第18回日本肝胆膵外科学会 会長賞(2006.5)
  - 演題「Synchronous fusion CO2 MDCT arterio-cholangio-pancreatographyとOsiriXによる膵胆道統合画像診断および解析システムの構築」
- International College of Surgeons Japan Section, 2006 Young Investigator Award (2006.6)
  - 演題「Realtime 3-D navigation surgery obtained by CO2 enhanced MDCTA: Synchronous fusion arterio-cholangio-pancreatography, gastrography and colonography with virtual endoscopy」
- 第52回国際外科学会日本部会総会 学会長賞(2006.6)
  - 演題「Realtime 3-D navigation surgery obtained by CO2 enhanced MDCTA: Synchronous fusion arterio-cholangio-pancreatography, gastrography and colonography with virtual endoscopy」
- 第19回日本内視鏡外科学会総会カールストルツ賞(2006.12)
  - 演題「OsiriX支援CO2 MDCTが構築するVR navigationによる内視鏡外科IT surgery」
- The 15th EAES 2007 Athens European Association for Endoscopic Surgery 欧州内視鏡外科学会国際大会 EAES Video Award (2007.7)
  - 演題「Augmented reality and real time data fusion with CO2 MDCT cholangio-pancreatography generated by OsiriX in biliary endosurgery」
- The 8th World Congress of the International Hepato-Pancreato- Biliary Association 国際肝胆膵学会世界大会 President plenary paper (2008.2)
  - 演題「Carbon dioxide enhanced virtual cholangio-pancreatography: The clinical benefits in 100 consecutive performances without complications」
- International College of Surgeons Japan Section, 2008 Young Investigator Award (2008.6)
  - 演題「Scarless transgastric cholecystectomy in natural orifice translumenal endoscopic surgery (NOTES)」
- 第54回国際外科学会日本部会総会 学会長賞(2008.6)
  - 演題「Scarless transgastric cholecystectomy in natural orifice translumenal endoscopic surgery (NOTES)」
- 平成19年度帝京大学藤井儔子学術奨励賞(2008.8)
  - 研究課題「新たな胆膵消化管炭酸造影法と重畳表示ナビゲーションによる消化器外科手術支援とコンピュータ教育システムの開発」
- The 17th UEGW/WCOG, 2009 London, The United European Gastroenterology Federation (UEGF), World Gastroenterology Organization (WGO), World Organization of Digestive Endoscopy (OMED) and British Society of Gastroenterology (BSG), Travel Grant for Basic scientists (2009.7)
  - 演題「Three-dimensional navigation for NOTES transgastric surgery using high-spatial-resolution magnetic resonance endoscopy and magnetic scope detection system」
- The 18th EAES 2010 Geneva European Association for Endoscopic Surgery 欧州内視鏡外科学会国際大会, EAES Grant (2010.6)
  - 演題「Image overlay surgical navigation system using OsiriX for single port endoscopic surgery (SPS), NOTES and robotic surgery」
- The 18th UEGW 2010 Barcelona, The United European Gastroenterology Federation (UEGF) Travel Grant (2010.7)
  - 演題「Stereo-3D navigated interventional EUS and NOTES using magnetic resonance endoscopy and magnetic scope detection system」
- JDDW2011第9回日本消化器外科学会大会 優秀演題(2011.10)
  - 演題「生体質感造形Bio-texture modelingによる立体臓器モデルを用いた個別手術支援システム」
- The 19th UEGW 2011 Stockholm, The United European Gastroenterology Federation (UEGF) Travel Grant (2011.10)
  - 演題「Biocompatible bio-texture manufacturing of gastrointestinal and hepatobiliary pancreatic organs for personalized surgical navigation system」
- The 20th EAES 2012 Brussels European Association for Endoscopic Surgery (欧州内視鏡外科学会国際大会), EAES Technology Award (2012.6)
  - 演題「Integrated simulation and navigation system for robotic surgery using Bio-Texture Modeling by multimaterial 3D printing」
- UEG Week 2014 Vienna, The United European Gastroenterology Federation (UEGF) Travel Grant for basic scientist (2014.10)
  - 演題「New multicolored multimaterial bioelastic organ replication using hybrid MDCT and 3D printing technology for tangible digestive surgery simulation」
- 第2回神戸大学神緑会Young Investigator Award 優秀賞(2014.10)
  - 研究課題「生体情報の可視化と可触化技術による生体質感造形技術の発明と医学教育効果」
- International Conference on Computer Application Technologies 2015 Best Speaker Award (2015.9)
  - 演題「Augmented tangibility surgical navigation using spatial interactive 3-D hologram zSpace with OsiriX and Bio-Texture 3-D organ modeling」
- Gastro2015 Brisbane(世界消化器病学会会議)WGO（World Gastroenterology Organization）Presidents’ Plenary Best Abstract Paper (2015.9) 
  - 演題「3D-printed bio-elastic wet organ replication for liver and pancreatic surgery」
- Good Design Award 2015
  - 開発製品「情報端末清潔隔離デバイス アイメディコート」(株式会社中島工業と共同開発)
- UEGW2015 Barcelona, The United European Gastroenterology Federation (UEGF) Posters of Excellence (2015.10)
  - 演題「Translational 3D-printed organ manufacturing of patient-specific bio-elastic organ replica for abdominal surgery simulation」
- 第3回神戸大学神緑会Young Investigator Award 神緑会特別賞(2015.10)
  - 研究課題「出血・触感･体内治療を再現した拡張現実手術支援と外科修練の確立」
- RSNA2015第101回北米放射線学会 Certificate of Merit Award(2015.12)
  - 演題「Synchronized Surgical Simulation using Bio-elastic Organ Replica: The Next Step of 3D Medical Imaging and 3D-printed Injection Molding」
- 第28回日本内視鏡外科学会総会カールストルツ賞 (2015.12)
  - 演題切離縫合出血を再現した触感等価実体臓器モデルと腹腔実体シミュレータを統合した内視鏡手術トレーニング」
- VR Creative Award 2016 優秀賞（2016.6）
  - 演題「Hyper medicine for augmented human 人間の能力を拡張する超越医療」
- 日本コンピュータ外科学会2015年度CAS Young Investigator Award シルバー賞（日立賞）(2016.11)
  - 演題「網膜走査型レーザープロジェクターによるフォーカスフリー拡張現実感手術支援」
- Microsoft Innovation Award 2017優秀賞 (HoloEyes株式会社) (2016.3)
- 第58回科学技術映像祭 研究開発部門優秀賞
  - 作品「最先端ドクター特番 バーチャルリアリティが医療を変える!」(株式会社ドキュメンタ リージャパン, 株式会社テレビ東京 との共同製作)(2017 年 4 月 21 日 )[12]
- WIRED Audi INNOVATION AWARD 2017
  - 「VRを用いるという“必然”を医療の現場に浸透させたい」(WIRED)(2017.7 )　[13]
- 第30回日本内視鏡外科学会総会 Surgical Forum Award (2017.12)
  - 演題「Mixed Reality複合現実手術支援は腹腔鏡手術の空間認識能力を強化し技術向上と誤認回避に貢献する」
- EY Innovative Startup 2018 Award　「HoloEyes VR」(2018.3)「HoloEyes VR」
- 経済産業省, JETRO(日本貿易振興機構),NEDO(新エネルギー・産業技術綜合開発機構)「J-Startup」採択(2018.6)
- 日本発知的財産活用ビジネス化支援事業 JETRO Innovation Program（JIP）採択(2018. 8)
- 楽天テクノロジー ＆ イノベーションアワード2018 テクノロジー賞「HoloEyes VR」(2018.10)
- 第11回蘇州国際エリート起業家週間 国際スタートアップ大会「未来への勝利」日本地区予選優勝(2019.6)

その他受賞
- 2015年6月17日、スタートアップ向けコンテストMVP（Minimum Viable Product）
  - Award 優秀賞(谷口直嗣と「VR Anatomic」を共同開発)(SBメディアホールディングスとギルドワークスが共催)  [14]
- 第1回シードアクセラレーションプラットフォーム”BRAVE” （Beyond Next Ventures株式会社）:  Amazon AWS賞  (BRAVEはNEDOが後援している大学、研究機関等の革新的科学技術の事業化を支援するシードアクセラレーションプラットフォーム) [15]
- 平成28年度文部科学大臣表彰　科学技術賞（技術部門）(株式会社ファソテック取締役　渡辺欣一との共同発明開発)

## テレビ出演
- 日経スペシャル カンブリア宮殿 世界を変える医療 第2弾 【もう神の手はいらない!?VRで最先端医療】（2020年4月23日、テレビ東京）[16]

## 著書
- 杉本真樹 (2017), VR/AR 医療の衝撃, ボーンデジタル, ISBN 978-4862463715
- 杉本真樹 (2016), 医用画像3Dモデリング・3Dプリンター活用実践ガイド, 技術評論社, ISBN 978-4774180090
- 杉本真樹 (2015), OsiriX画像処理パーフェクトガイド 最新版(Ver.5.9/6.0対応), エクスナレッジ, ISBN 978-4767819051
- 杉本真樹 (2014), 医療者・研究者を動かす インセンティブプレゼンテーション, KADOKAWA/アスキー・メディアワークス, ISBN 9784048862189
- Team医療3.0著 ; 杉本真樹編 (2012), ITが医療を変える : 現場からの課題解決への提言, アスキー・メディアワークス , 角川グループパブリッシング, ISBN 978-4048862172
- 杉本真樹 [編著] (2012), 3D臨床解剖アトラス : CT・MRIとOsiriXで再構築された動画ライブラリー, メディカ出版, ISBN 978-4-8404-4018-9
- 杉本真樹 (2011), 医用画像解析アプリOsiriXパーフェクトガイド, エクスナレッジ, ISBN 9784767811994
- エクスナレッジ医学編集部(編著); 杉本真樹 (2011), 医療現場iPad実践ガイド, エクスナレッジ, ISBN 9784767812090
- 杉本真樹 (2009), 消化管・肝胆膵ベッドサイドイメージング : フリーソフトウェアOsiriXでつくる3Dナビゲーション(DVD付), へるす出版, ISBN 9784892696886

## 論文
- 国立情報学研究所収録論文 国立情報学研究所

## 特許
- 特許第52039037号

発明の名称：3次元造形モデル作製方法および医療・医学・研究・教育用支援ツール
発明者： 杉本真樹, 東健, 渡辺欣一, 嶋田周吉
特許主権者：国立大学法人神戸大学, 株式会社ファソテック
出願番号： 特願2012-538117
出願日： 平成24年3月30日
登録日： 平成25年4月12日
- 米国特許番号：9183764

発明の名称: METHOD FOR MANUFACTURING THREE-DIMENSIONAL MOLDED MODEL AND SUPPORT, TOOL FOR MEDICAL TREATMENT, MEDICAL TRAINING, RESEARCH, AND EDUCATION
米国出願番号　　 ：US13/823652
米国移行出願日　 ：2013年3月18日
国際出願番号　   ：PCT/JP2012/00221 
国際出願日　     ：2012年 3月 30日
優先主張出願番号 ：特願2011-078876
特許証発行日　　 ：2015年11月10日　
- 中国特許番号：第1676377号

発明の名称：3次元造形モデル作製方法、3次元造形モデル作製プログラム、および医用支援ツール
発明者： 杉本真樹, 東健, 渡辺欣一, 嶋田周吉
特許主権者：国立大学法人神戸大学, 株式会社ファソテック
登録番号：ZL2012 8 0003256.7
出願日：2012年3月30日
登録日：2015年5月27日
- 特許第5707303号

発明の名称：情報活用デバイス
発明者： 杉本真樹 
特許主権者: 杉本真樹、スタープラスチック工業株式会社、中島工業株式会社
出願番号：特願2011-250928
出願日： 2011年11月16日
登録日： 2015年3月6日
- 特許第5745155号

発明の名称：臓器組織質感モデル
発明者：杉本真樹、小川敦, 諸橋龍
特許権者:サンアロー株式会社
出願番号: 特願2014-253885
出願日：2014年12月16日 
登録日：2015年5月15日
- 特許第5854399号

発明の名称：医用システム
発明者：生熊 聡一, 大西 順一, 杉本 真樹, 東 健, 
特許主権者: オリンパスメディカルシステムズ株式会社, 国立大学法人神戸大学
出願番号：特願2011-253892
出願日：2011年11月21日
登録日：2015年12月18日